# 포스토수쿠스
포스토수쿠스(Postosuchus)는 '포스트의 악어'를 의미하며 멸종된 라우이수쿠스목의 파충류 속으로, 트라이아스기 후기에 현재 북아메리카 지역에서 살았던 양서류다.
포스토수쿠스 현대 지배파충류 계통인 클레이드의 구성원이다. 악어보다 새와 더 가까운 관계에 있는 모든 지배파충류를 포함하는 계통이며, 트라이아스기 동안 그 지역의 정점 포식자 중 하나였다. 그 당시의 왠만한 크기의 포식자보다 더 컸다. 아마도 디키노돈트처럼 몸집이 크고 몸집이 큰 초식동물과 자신보다 작은 생물을 많이 잡아먹었던 사냥꾼이었을 것으로 추측된다.
포스토수쿠스의 골격은 크고 튼튼하며 깊은 두개골과 긴 꼬리를 가지고 있다. 몸길이가 최대 6m 이상인 대형 양서류였다. 뒷다리에 비해 앞다리가 극도로 짧고, 손이 매우 작았다.
이 개체의 목은 적어도 8개의 경추와 16개의 등뼈로 구성되어 있으며, 4개의 공동 골화된 천골은 엉덩이를 지탱하고, 등, 목, 꼬리 위나 아래에 비늘을 형성하는 두꺼운 판인 골배엽이 있다.
이를 통해 고생물학자들은 시간이 지날수록 목이 길어지고 몸통이 짧아지고 꼬리가 길어지게 진화했을 것으로 추측한다.

## 화석

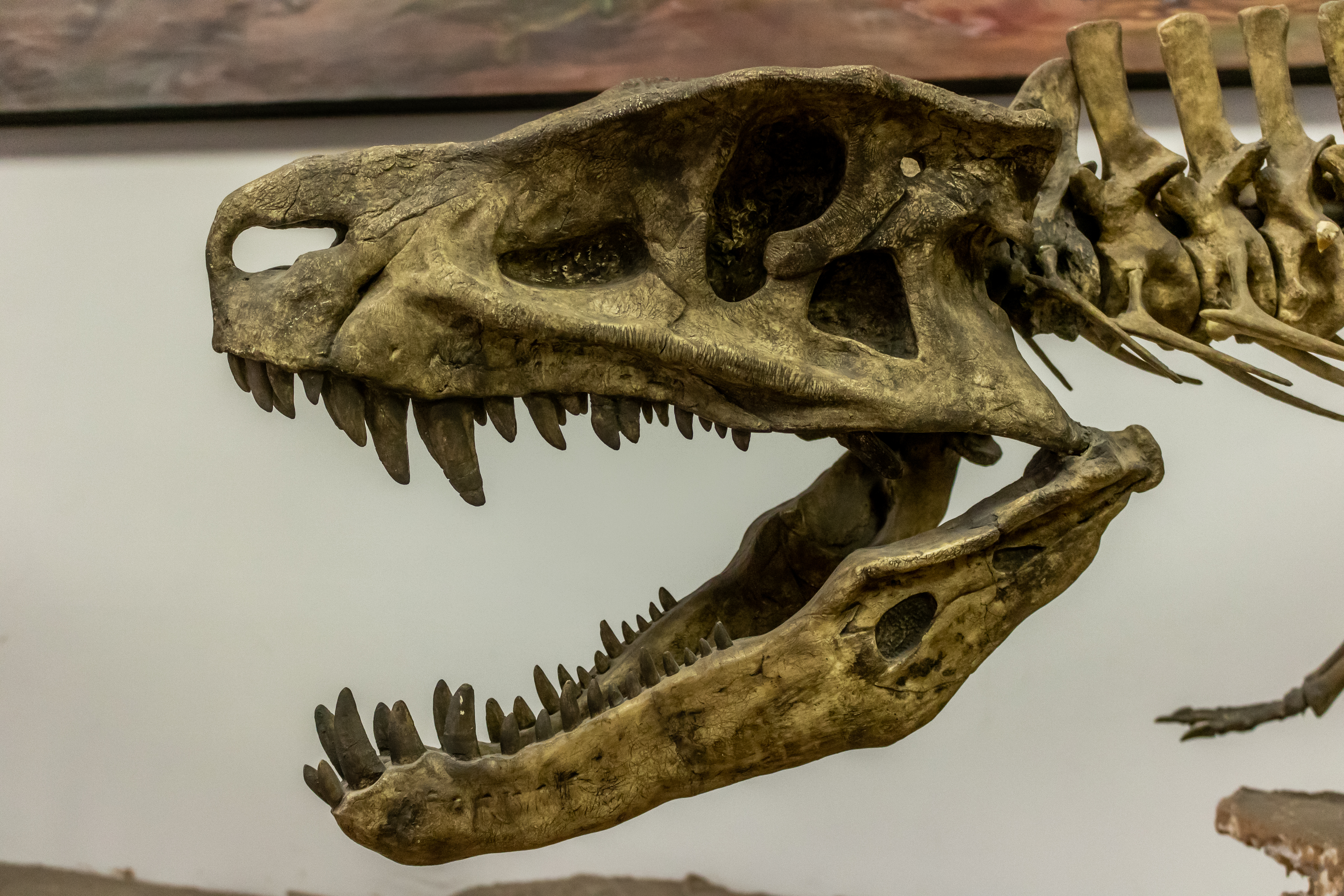
화석

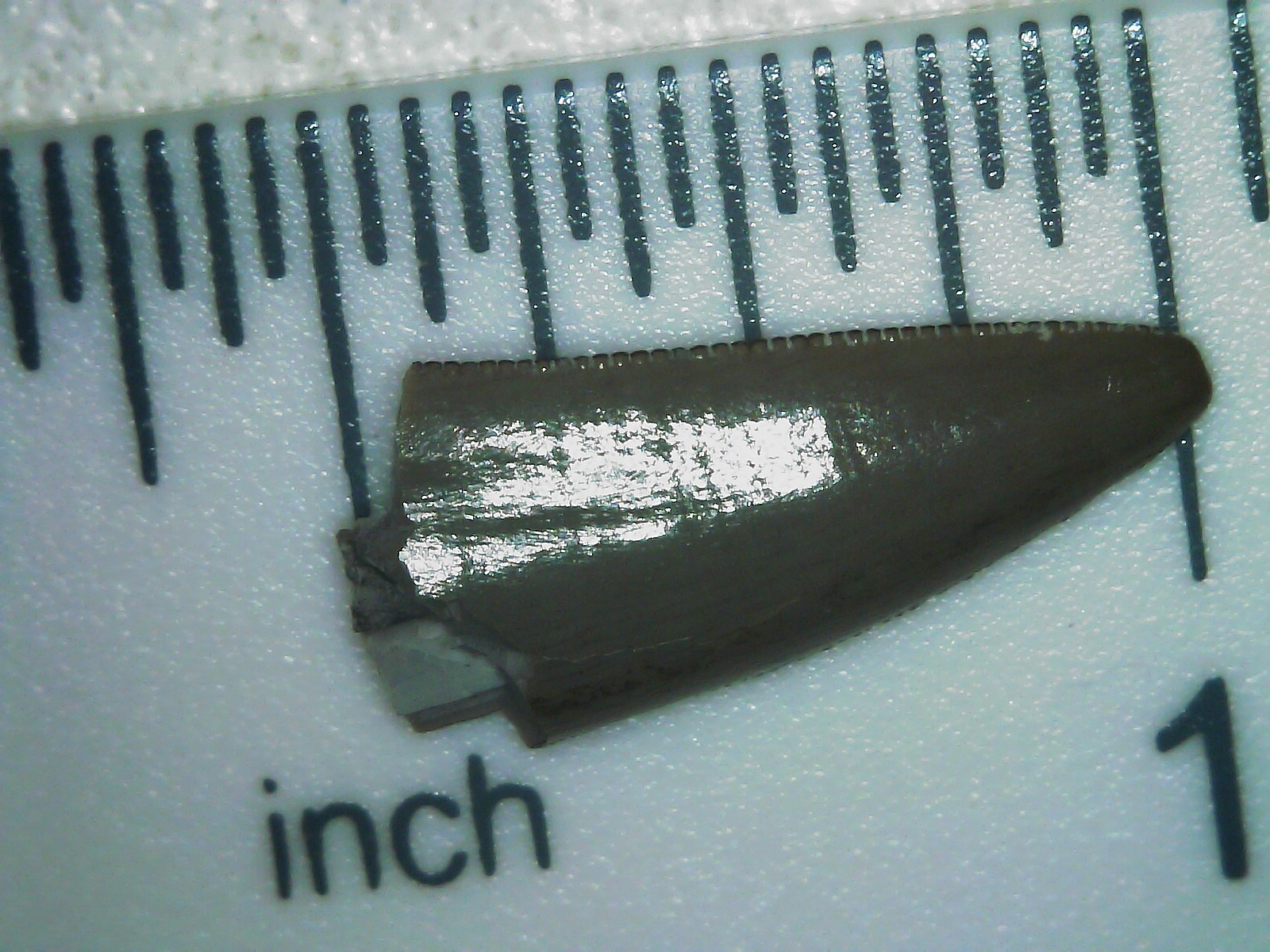
이빨의 길이

주로 단검 같은 이빨을 지닌 거대한 두개골을 가지고 있었는데, 앞쪽은 좁고 뒤쪽은 넓고 깊게 뻗어 있었다. 홀로타입 두개골은 길이가 55cm, 너비와 깊이가 21cm였다. 뼈에는 두개골을 가볍게 하여 근육을 위한 공간을 제공하는 많은 구멍이 있다. 좀 더 파생된 지배파충류와 마찬가지로, 아래턱에는 다른 턱뼈와 치골의 교차점에 의해 형성된 하악창이 있었다.
포스토수쿠스는 크고 날카로운 눈에 의한 매우 좋은 원거리 시력과 길쭉한 콧구멍에 의한 강한 후각을 가졌었을 가능성이 높다. 두개골 내부, 콧구멍 아래에는 때때로 '육감'이라고도 불리는 후각 감각 기관인 제이콥슨 기관이 들어 있었을 가능성이 있는 빈 공간이 있었다. 턱에는 크고 날카로운 톱니 모양의 이빨이 있었는데, 그 중 일부는 날카로운 갈고리 모양을 위해 훨씬 더 유용하게 진화되었다.

## 팔다리

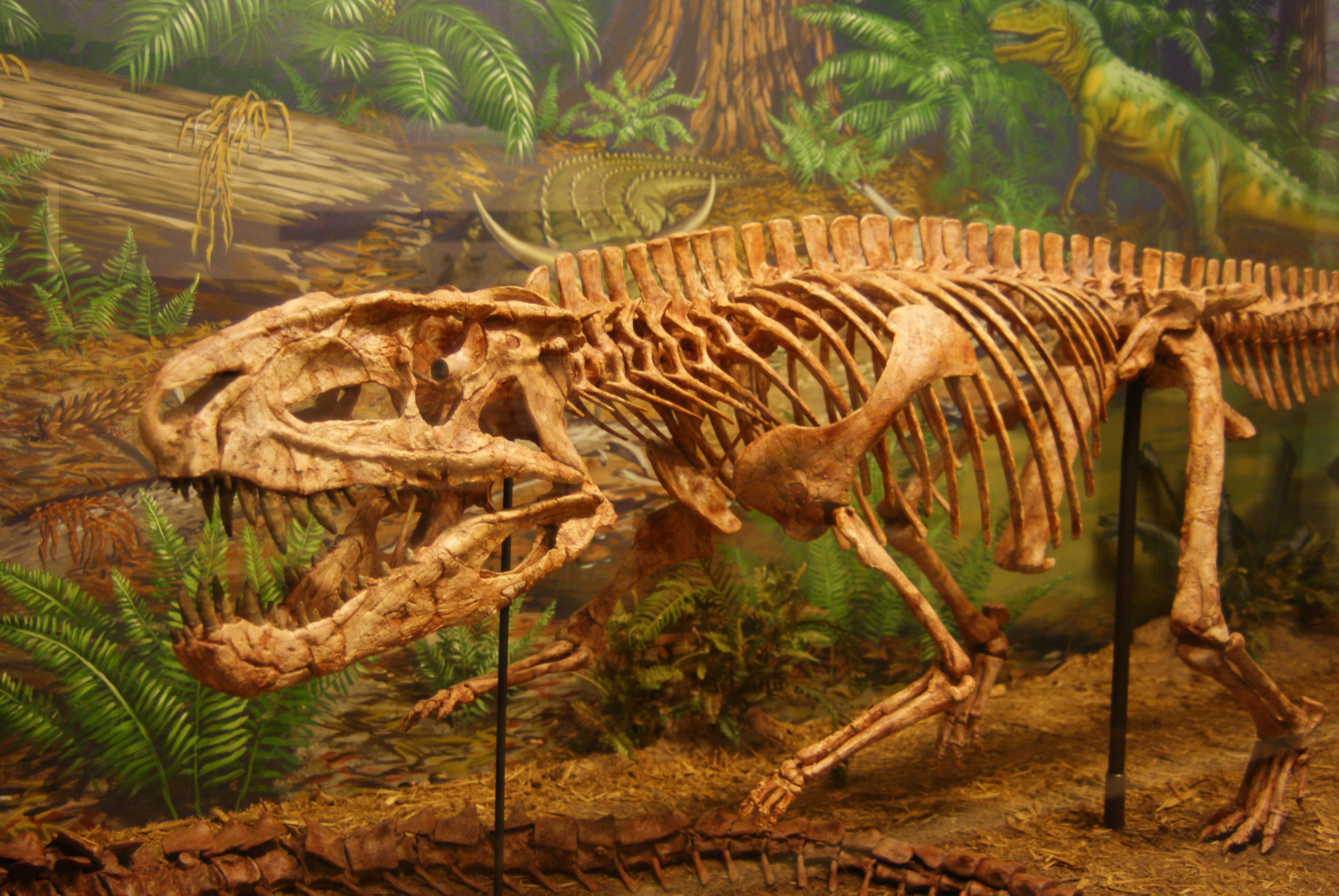
포스토수쿠스

앞다리는 뒷다리 크기의 약 64% 크기로 다섯 개의 발가락이 있는 작은 손을 가졌으며 그 중 첫 번째 발가락에만 발톱이 있었다. 손의 크기가 작기 때문에 이 발톱이 특히 포식에서 두드러졌는지는 확실하지 않지만 먹이를 잡는 데 도움이 되었을 수 있을 것으로 추측한다.
이 개체의 발은 손보다 훨씬 크고, 다섯 번째 중족골이 갈고리 모양을 이루고 있었다. 가장 안쪽에 있는 두 발가락은 다른 발가락보다 덜 튼튼해서 땅에 닿지 않았을 가능성이 높고, 발뒤꿈치와 발목은 현대 악어와 유사하다.

## 이족보행 논란
2022년 기사에서 포스토수쿠스는 주로 두 발로 걷는 것으로 간주되었지만 낮은 속도에서도 여전히 앞다리로 체중을 지탱할 것으로 보이며, 개체가 나이가 들수록 팔이 짧아지는 개체 발생적 변화가 주목되었다. 최소한 부화된 새끼와 어린 새끼는 다리가 이족 보행에 적합한 구조가 아니었기에 사실상 사족보행이었다.
2013년, 골격 구조에 대한 주요 연구에서는 발가락, 척추, 골반의 해부학적 증거를 바탕으로 포스토수쿠스가 이족보행이었을 수도 있다는 결론을 내렸다. 사지의 비율과 척추의 체중을 지탱하는 부분은 많은 수각류 공룡과 매우 유사했으며, 거의 모두가 엄격하게 이족보행을 했을 것으로 생각된다. 그러나 이것은 추측일 뿐, 실제로는 어떠했는지 학자들조차 여전히 모른다.

## 같이 보기
- 카프로수쿠스
- 메트리오린쿠스